# Eva Armstrong
Eva Vivian Armstrong (* 22. Dezember 1877 in Key West, Florida; † 10. Mai 1962) war eine US-amerikanische Wissenschaftshistorikerin.
Armstrong besuchte die Atlantic City High School und war danach Sekretärin, zunächst bei der Book Lover´s Agency und dann an der University of Pennsylvania. 1909 wurde sie dort Sekretärin des Vorstands der Chemiefakultät Edgar Fahs Smith und folgte ihm auch als persönliche Sekretärin, als dieser 1920 in den Ruhestand ging. Sie half seine umfangreiche Sammlung zur Chemiegeschichte zu katalogisieren (sie umfasste 13.000 Objekte). Nachdem Smith 1928 starb vermachte seine Witwe die Sammlung der University of Pennsylvania (Edgar Fahs Smith Collection) und setzte Eva Armstrong als Kuratorin ein, was sie bis zu ihrer Pensionierung 1949 blieb. Außerdem war sie von der Gründung 1948 bis 1953 Sekretärin der Zeitschrift Chymia zur Chemiegeschichte. Sie publizierte in Chymia und dem Journal of Chemical Education zur Chemiegeschichte.
1958 erhielt sie den Dexter Award für Chemiegeschichte.